# Manuelita
Manuelita é uma animação infantil da Argentina de 1999 baseada no personagem homônimo de María Elena Walsh e dirigida por Manuel García Ferré.
Este filme foi selecionado em Buenos Aires pelo júri do Instituto Nacional de Cinema e Artes Audiovisuais (INCAA) como o melhor filme do ano de 1999 para concorrer ao Oscar da Academia de Hollywood, no "filme estrangeiro". Ele foi indicado para o Prêmio Goya de melhor filme de animação na XVI edição da premiação.

## Sinopse
Nascida em Pehuajó, em um lar de amor e ternura, Manuelita é uma pequena e doce tartaruga que vivia com a família e sempre acompanhada de seus amigos. Mas isso muda quando em um parque de diversões Manuelita vê uma oportunidade de realizar seu sonho, que é voar; desobedecendo aos seus pais, ela corre até o balão, que se desprende das cordas e a leva numa viagem entre tempestades e arco-íris. Durante o voo, um grande pássaro fura o balão em alto-mar, deixando-a desorientada, perdida no oceano. Manuelita então é capturada por um navio de porcos piratas, mas consegue fugir durante um naufrágio. Resgatada, ela chega em Paris, onde torna-se uma supermodelo. Apesar do sucesso e glamour, sente saudades de sua família e amigos; assim passará por várias aventuras até que consiga voltar para casa.

## Dubladores brasileiros
- Manuelita - Jackeline Petkovic
- Larguirucho - Nelson Machado
- Dipo - Marcelo Campos